# Rezerwat przyrody Świnia Góra
Rezerwat przyrody Świnia Góra im. Stanisława Barańskiego – rezerwat leśny na terenie Suchedniowsko-Oblęgorskiego Parku Krajobrazowego w gminie Bliżyn, w powiecie skarżyskim, w województwie świętokrzyskim. W 2008 obszar chroniony otrzymał imię Stanisława Barańskiego (1913–2005), leśnika, nadleśniczego leśnictwa Bliżyn. Rezerwat znajduje się w  zachodniej części Płaskowyżu Suchedniowskiego.
- Powierzchnia: 50,57 ha[2] (akt powołujący podawał 50,78 ha)
- Rok utworzenia: 1953
- Dokument powołujący: Zarządzenie Ministra Leśnictwa z 28.10.1953; M.P. z 1953 r. nr 104, poz. 1403
- Numer ewidencyjny WKP: 005
- Charakter rezerwatu: ścisły[5], obowiązuje plan ochrony z 2002 r.[2]
- Przedmiot ochrony: fragment lasu z naturalnymi i charakterystycznymi dla regionu świętokrzyskiego drzewostanami mieszanymi

Bogata flora, liczne drzewa pomnikowe i rośliny rzadkie i prawnie chronione, m.in. goryczka wąskolistna, pełnik alpejski, kostrzewa czerwona i kosaciec syberyjski. Występują tu prawie wszystkie typy siedliskowe lasu. W części zachodniej ślady historycznego górnictwa rud żelaza, trwającego od XVII w. do lat 20. XX w.
Przez rezerwat przechodzi  zielony szlak turystyczny z Bliżyna do Zagnańska.